# Dub u Mostu
Dub u Mostu byl neobvykle vzrostlý strom dosahující výšky 57 metrů, obvodu 850 centimetrů a údajně necelých 2000 let věku. Byl poražen (z neupřesněného důvodu) roku 1905 speciálně zkonstruovanou pilou s motorovým pohonem, kácení trvalo 4 dny.
Pro duby na území České republiky jsou výška i věk tohoto stromu značně netypické. Dlouhověké duby letní zpravidla výrazně nepřesahují výšku 30 metrů. Podobně i věk. Ač se duby 2000 let mohou dožít, bývá mnohými odborníky u českých památných dubů zpochybňován i věk poloviční a v případě tisíciletých dubů jako například ve Stochově nebo v Peruci se předpokládá náhrada původního stromu další generací. Věk 2000 let byl v rámci našeho území doložen u jediného stromu - Tisu u Macochy před 150 lety.
Lze tedy konstatovat, že tento strom je nejstarší a nejvyšší dub, jehož existence byla zaznamenána. Obvod kmene se příliš nevymyká, mezi žijícími památnými stromy lze najít asi pět dubů, které mají obvod vyšší a podobný počet jich je i mezi těmi, které v nedávné době zanikly.